# Umar Muhaischi

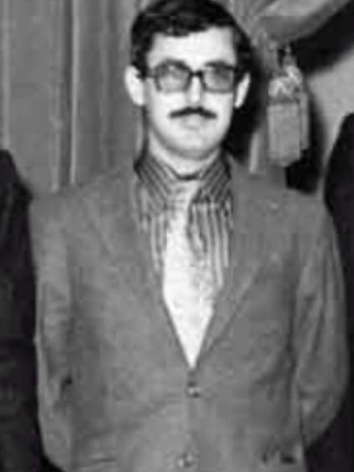
Umar Muhaischi

Umar Muhaischi oder Omar Meheischi (bzw. Omar Abdullah Mehishi, arabisch عمر عبد الله محيشي, DMG ʿUmar ʿAbdallāh Muḥayšī; geb. 1941 in Misrata, Italienisch-Libyen; gest. vermutlich 1984 in Libyen) war ein libyscher Offizier und Mitglied des Revolutionären Kommandorats (RKR), der von 1969 bis 1977 unter Führung von Muammar Gaddafi die Macht in Libyen ausübte. Nach mehrjähriger Flucht infolge eines erfolglosen Putschversuchs gegen Gaddafi wurde Muhaischi schließlich 1983 nach Libyen ausgeliefert.

## Leben
Muhaischi entstammte einer Familie von tscherkessischer und türkischer Herkunft. Mit Gaddafi war er seit den frühen 1960er Jahren bekannt, als dieser in Misrata seine Sekundarschulausbildung beendete, die er in Sebha begonnen hatte. Auf Drängen Gaddafis besuchte Muhaischi, anstatt eine Beamtenlaufbahn einzuschlagen, die Militärakademie in Bengasi. Nach dem Staatsstreich am 1. September 1969 wurde er zum Major befördert und gehörte zu den Gründungsmitgliedern des zwölfköpfigen Revolutionären Kommandorats (RKR) unter Gaddafis Führung. Am Libyschen Volksgerichtshof, der im Oktober 1969 errichtet wurde, amtierte er zunächst als Staatsanwalt. Im RKR wurde er dann mit knapp über 20 Jahren Minister für Planung und war somit der jüngste Minister in der arabischen Welt. Muhaischi behauptete später, als Planungsminister habe er sich einem Versuch Gaddafis widersetzt, Gelder, die für die Entwicklungshilfe in Libyen bestimmt waren, zur Förderung von nationalen Befreiungsbewegungen im Ausland bzw. zur Unterstützung des internationalen Terrorismus zu verwenden, und eine Reduzierung des Militärbudgets gefordert.
Ab 1974 kam es unter den Mitgliedern des RKR zu einem intensiven Machtkampf. Im August 1975 starteten Muhaischi und etwa 20 Offiziere, die meisten davon aus Misrata, mit Unterstützung der ägyptischen Regierung einen erfolglosen Putschversuch. Muhaischi floh zunächst nach Tunesien. Staatspräsident Habib Bourguiba widersetzte sich  Gaddafis Auslieferungsbegehren, worauf Muhaischi weiter nach Kairo zog, wo er eine kurzlebige Oppositionsgruppe gründete, nachdem ihm Präsident Anwar Sadat Asyl in Ägypten gewährt hatte. Am 12. März 1976 bestritt Muhaischi, der als nervöser Charakter beschrieben wird, in einem Interview mit al-Ahram, einen Putschversuch gegen Gaddafi angezettelt zu haben. Nach einigen Jahren erlitt er einen Nervenzusammenbruch, wurde in Kuwait behandelt und floh nach Marokko. In einem Spiegel-Interview aus dem Jahre 1980 beschuldigte Gaddafi die ägyptischen Geheimdienste, Muhaischi gefoltert zu haben, worüber Muhaischi verrückt geworden sei. In Vorverhandlungen zum Vertrag von Oujda, der schließlich im August 1984 zwischen König Hassan II. und Gaddafi abgeschlossen wurde, forderte Gaddafi Muhaischis Rückkehr nach Libyen als Teil der Vereinbarung. Im November 1983 wurde Muhaischi von marokkanischen Behörden nach Libyen abgeschoben, dort gefoltert und vermutlich im Januar 1984 umgebracht.